# HUFF〜ドクターは中年症候群
『HUFF〜ドクターは中年症候群』(Huff）は、アメリカ合衆国のショータイムで放送されたテレビシリーズ。精神科医のクレイグ・“ハフ”・ハフスタッドは、不安定な患者や普通ではない家族たちに対して何の問題もなく今までを過ごしていたであったが、ある日16歳の患者が治療中に自殺したことをきっかけに、人生の考え方が変わってしまう。そのことから巻き起こる彼の不安定な日常を中心に描いたドラマシリーズである。
エミー賞の候補になるなど高く評価を受けたドラマだが、ケーブルテレビの番組とは言え視聴者数が少なく、第2シーズンで打ち切りとなった。ハフの母親を演じたブライス・ダナーは2年連続でエミー賞を受賞している。
日本ではFOXlife HDで2006年4月に初放送された。通常のFOXチャンネルでも同年の9月より放送されている（第2シーズンは12月より放送予定）。

## キャスト
- ハンク・アザリア - クレイグ・“ハフ”・ハフスタッド医師（本作の主人公）
- パジェット・ブリュースター - ベス・ハフスタッド（ハフの妻・イジーと仲が悪い）
- ブライス・ダナー - イジー・ハフスタッド（ハフの母親・奔放な性格で酒が好き）
- オリヴァー・プラット - ラッセル・ミークス（ハフの友人・弁護士）
- アントン・イェルチン - バード・ハフスタッド（ハフの息子）
- アンディ・コミュー - テディ・ハフスタッド（ハフの弟・統合失調症）
- キンバリー・ブルックス - ポーラ・デラハウス

主なゲスト出演者
- ララ・フリン・ボイル
- トム・スケリット
- アンジェリカ・ヒューストン
- シャロン・ストーン

## エピソード
日本語で書かれたものは邦題である。

### 第1シーズン
|    | タイトル                                    | 初放送日       |
| -- | ------------------------------------------- | -------------- |
| 1  | Pilot / 目覚め                              | 2004年11月7日  |
| 2  | Assault and Pepper / 攻撃                   | 2004年11月14日 |
| 3  | Lipstick on Your Panties / リップスティック | 2004年11月21日 |
| 4  | Control / コントロール                      | 2004年11月28日 |
| 5  | Flashpants / 父                             | 2004年12月5日  |
| 6  | Is She Dead! / 愛しあう方法                 | 2004年12月5日  |
| 7  | That F*cking Cabin / 亀裂                   | 2004年12月19日 |
| 8  | Cold Day in Shanghai / 後遺症               | 2004年12月26日 |
| 9  | Christmas Is Ruined / クリスマス            | 2005年1月2日   |
| 10 | The Good Doctor / 誘惑                      | 2005年1月9日   |
| 11 | The Sample Closet / 葛藤                    | 2005年1月16日  |
| 12 | All the King's Horses                       | 2005年1月23日  |
| 13 | Crazy Nuts & All F*cked Up                  | 2005年1月30日  |

### 第2シーズン
|        | タイトル                                       | 初放送日      |
| ------ | ---------------------------------------------- | ------------- |
| 1(14)  | Maps Don't Talk (1) / 傷跡                     | 2006年4月2日  |
| 2(15)  | Maps Don't Talk (2) / 飛行                     | 2006年4月2日  |
| 3(16)  | Whipped Doggie / 再起                          | 2006年4月9日  |
| 4(17)  | Sweet Release / 解放                           | 2006年4月16日 |
| 5(18)  | Used, Abused and Unenthused / 混迷             | 2006年4月23日 |
| 6(19)  | Red Meat / 祈り                                | 2006年4月30日 |
| 7(20)  | So...What Brings You to Armageddon? / 繰り返し | 2006年5月7日  |
| 8(21)  | A Cornfield Grows In L.A. / 責任               | 2006年5月14日 |
| 9(22)  | Radio Silence / ごまかし                       | 2006年5月21日 |
| 10(23) | Bethless / 別離                                | 2006年6月4日  |
| 11(24) | Tapping the Squid / 媚薬                       | 2006年6月11日 |
| 12(25) | Black Shadows                                  | 2006年6月18日 |
| 13(26) | Which Lip Is the Cervical Lip?                 | 2006年6月25日 |